# Hunger Hill
Hunger Hill är en by i distriktet Bolton i Greater Manchester i England. Byn är belägen 18,1 km 
från Manchester. Orten har 1 329 invånare (2015).